# 旧三商大
旧三商大（きゅうさんしょうだい）とは、一橋大学、神戸大学、大阪公立大学（旧・大阪市立大学）の三大学を指す通称。

## 概要
これらの大学の前身機関は、それぞれ高等商業学校から大学令による大学へと昇格した東京商科大学（旧東京高等商業学校）、神戸商業大学（旧神戸高等商業学校）、大阪商科大学（旧大阪市立高等商業学校)である。しかし、大阪商科大学は大阪商大事件を起こすなど、マルクス経済を主流とした特色を持っていた。
なお、旧学制においては、商大（商科大学、商業大学）と呼ばれるものは以上の三校しか存在しなかった為、実質的には旧制商大といえば、旧三商大と同義となる。
現在でもこの三大学間で定期的に通称三商戦としてスポーツの交流試合三大学体育大会や、共通する学科のゼミが参加する対抗学生討論会などが開催されている。
同窓会レベルにおいても、如水会（東京商科大学）・凌霜会（神戸商業大学）は水霜談話会等を開催し交流している。 
さらに2010年には、3大学間の交流を、実際の学術・教育面にも展開することを目的として、新たに教育交流協定が締結された。
名称が類似する兵庫県立の神戸商科大学（現兵庫県立大学）と私立の大阪商業大学は、第二次世界大戦後に新制大学として昇格した大学である。前者は旧制前身校である県立神戸高商の設立経緯において官立神戸高商の大学昇格と関連があるが、後者（大阪商業大学）は私立大学で、大阪商科大学（現大阪公立大学）と直接の関連はない。

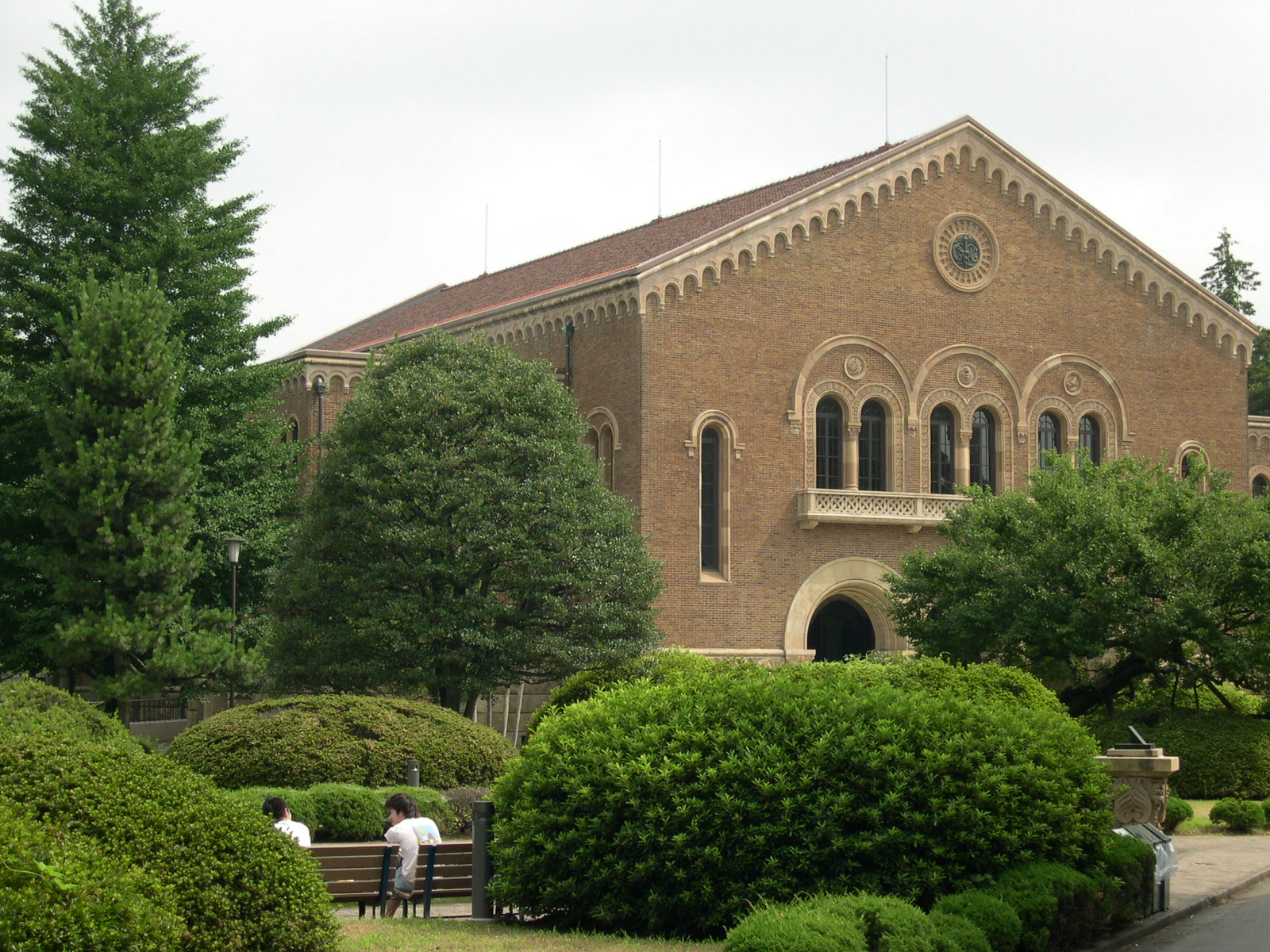
一橋大学（旧東京商科大学）兼松講堂
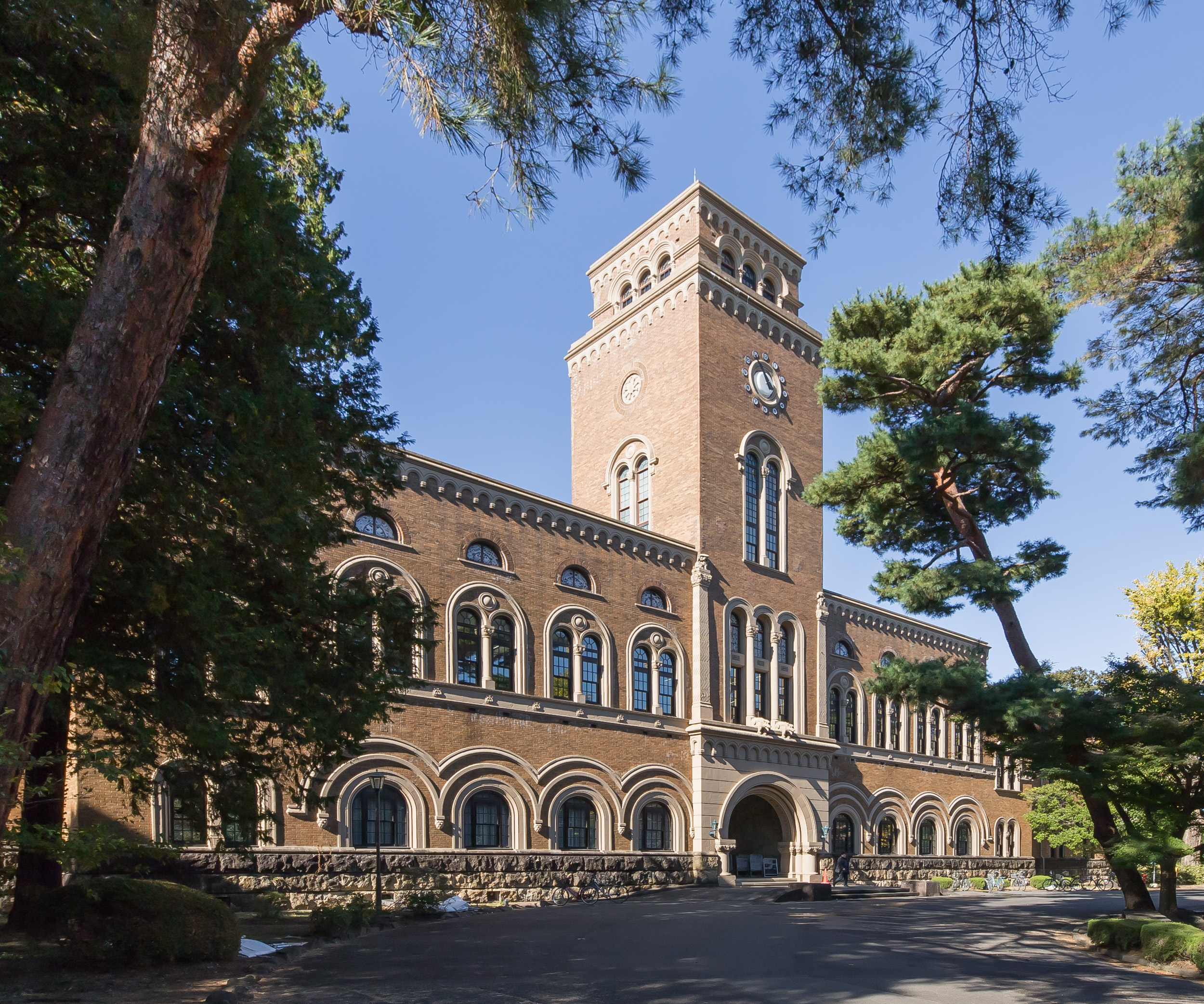
一橋大学附属図書館（旧東京商科大学附属図書館）
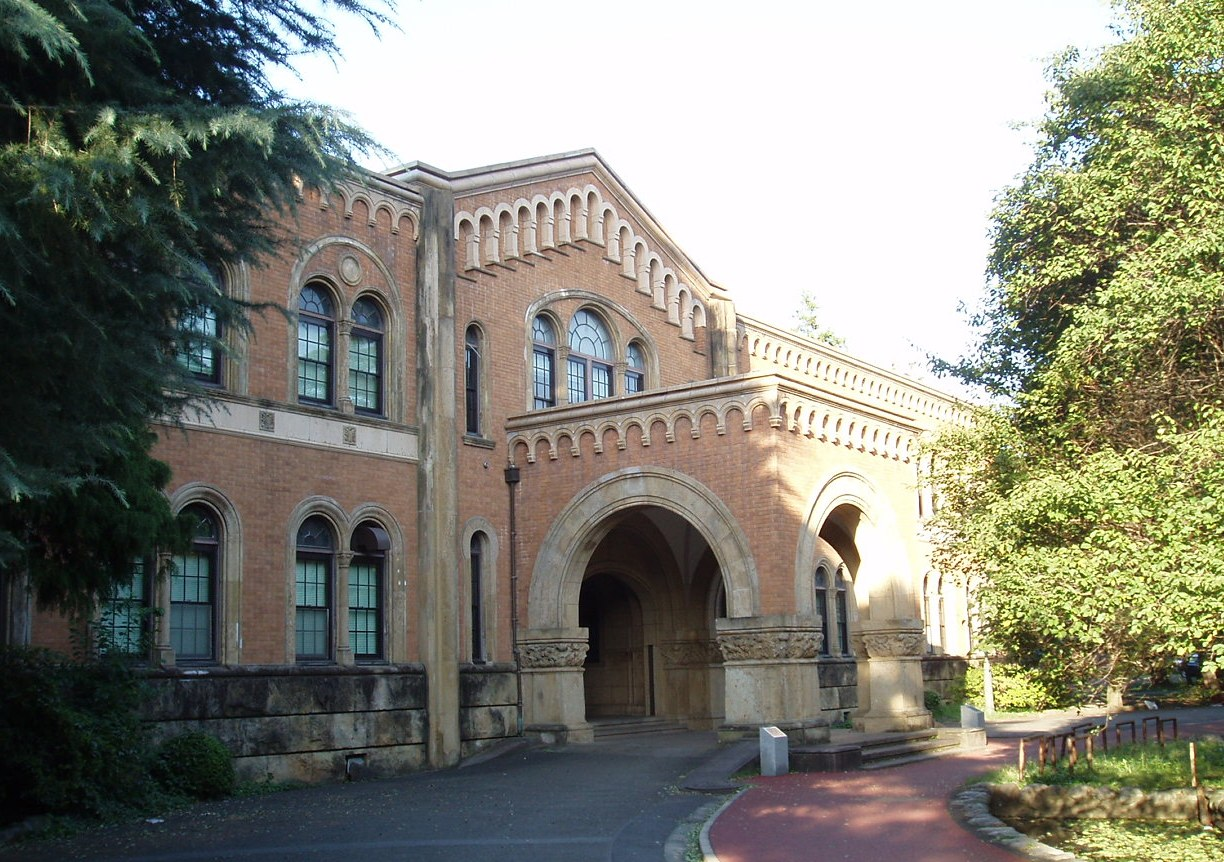
一橋大学 国立キャンパス東本館（旧東京商科大学商学専門部）

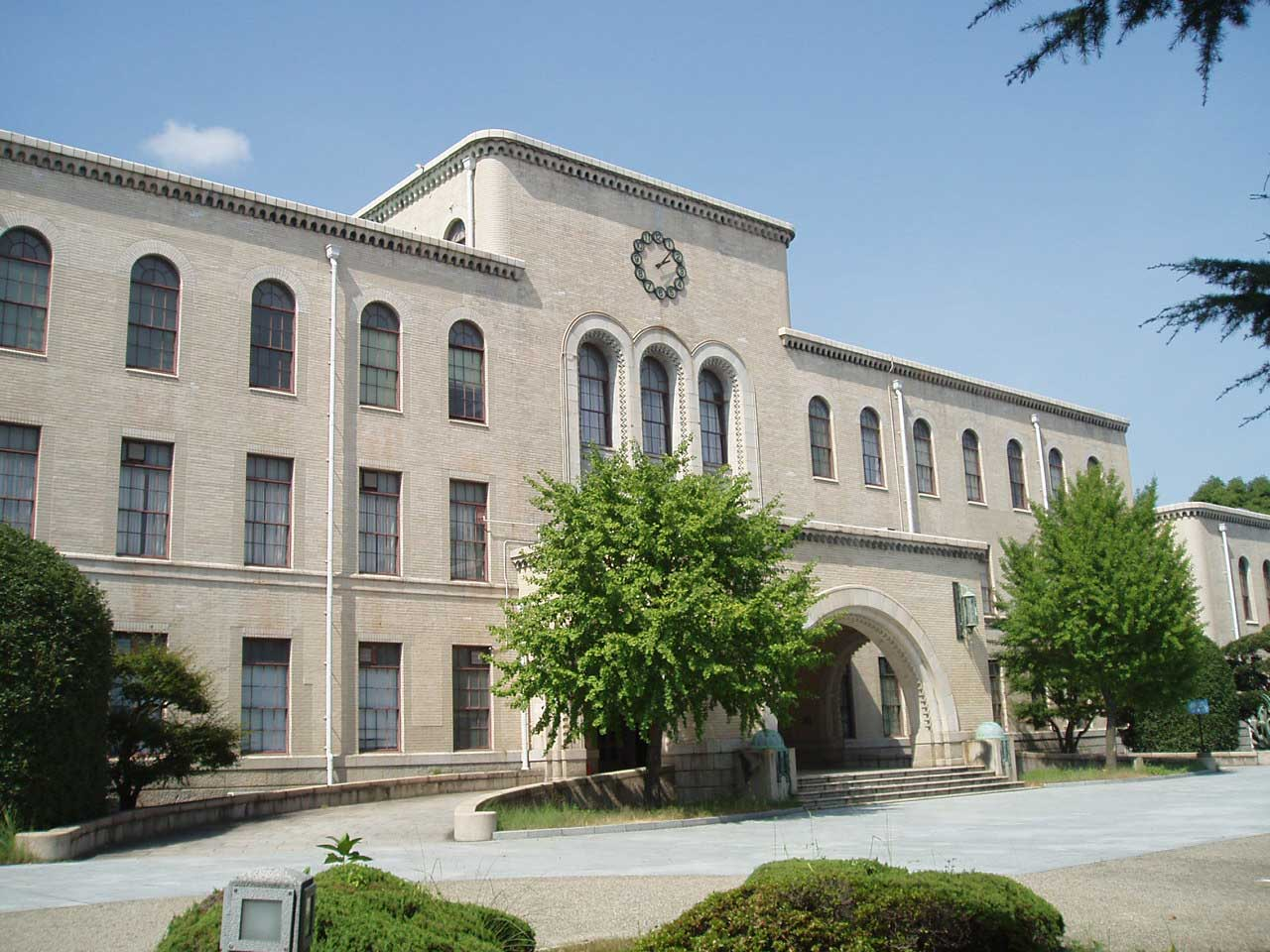
神戸大学六甲台本館（旧神戸商業大学本館）
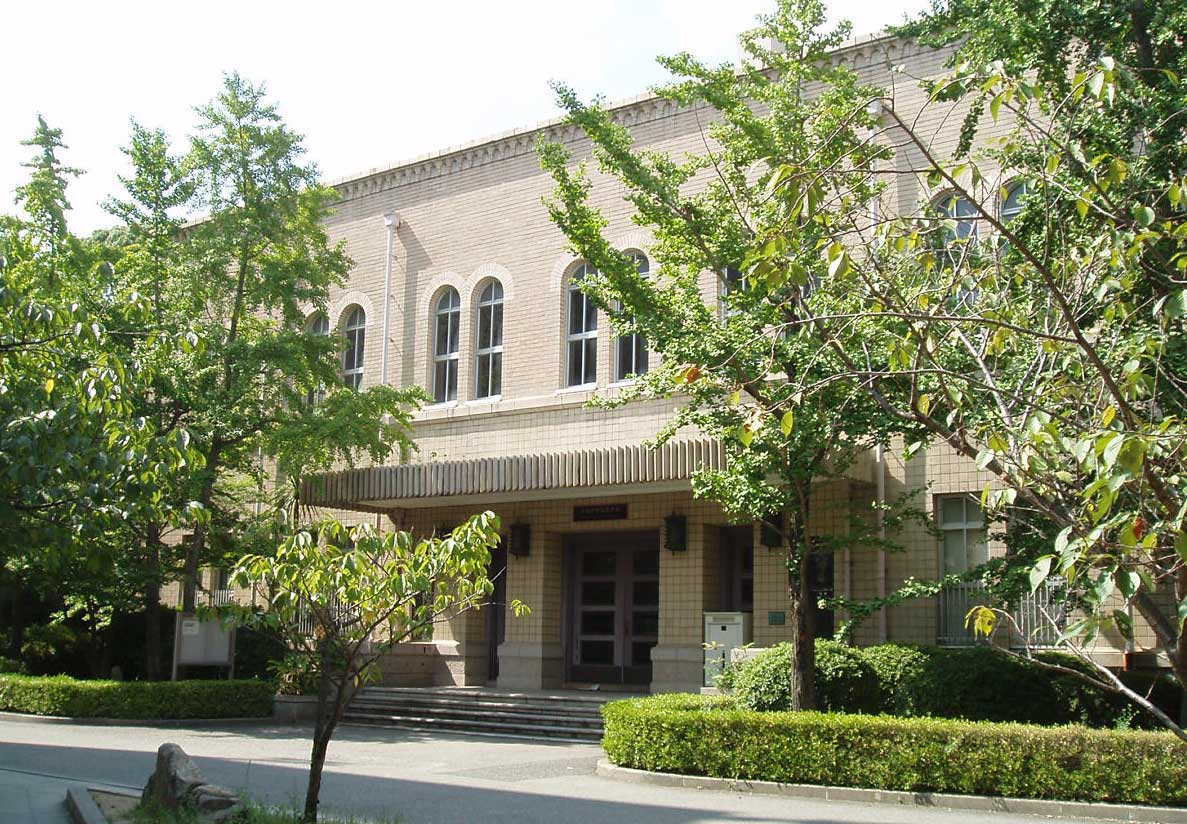
神戸大学社会科学系図書館（旧神戸商業大学附属図書館）
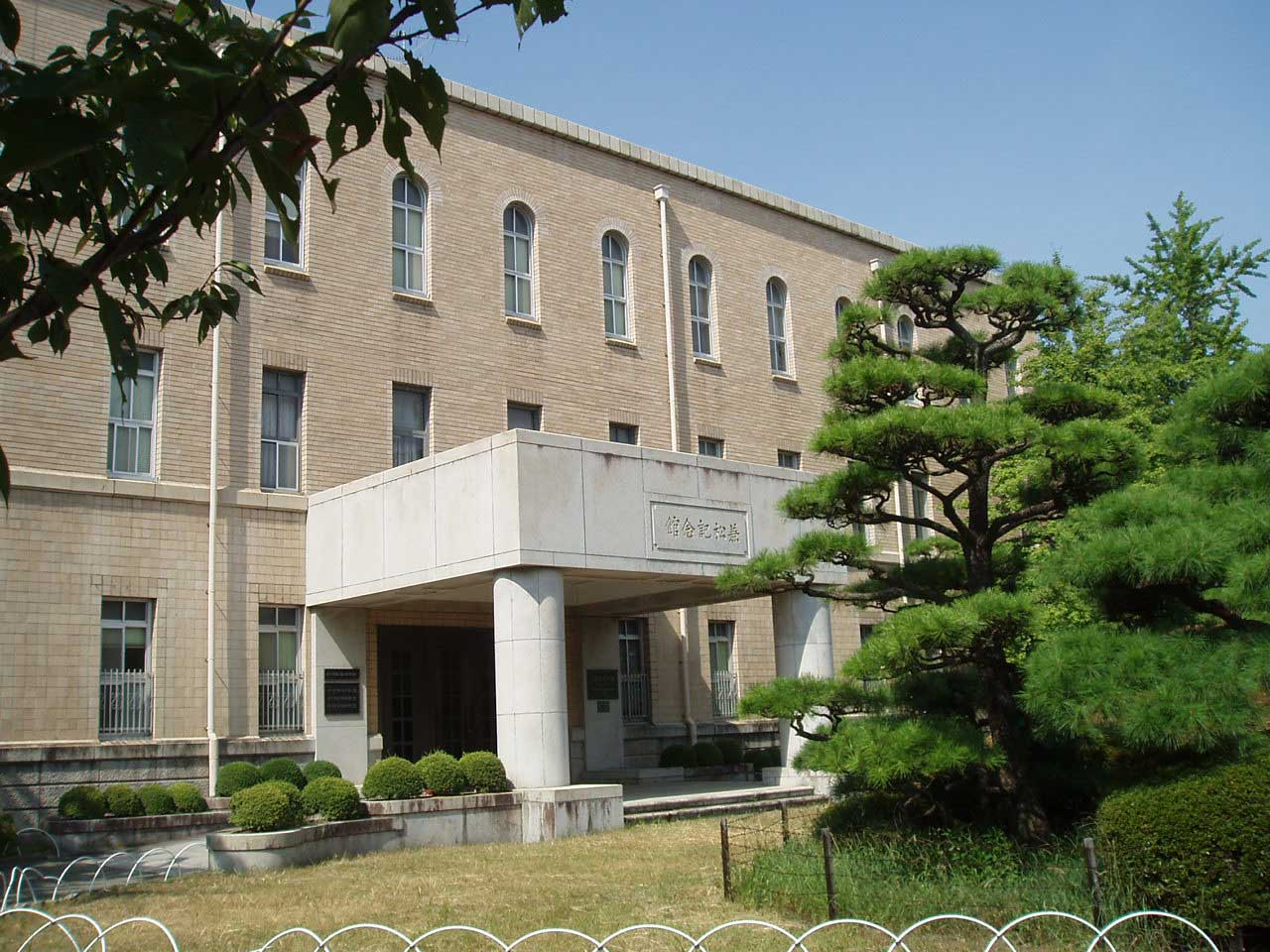
神戸大学経済経営研究所 (旧神戸商業大学) 兼松記念館

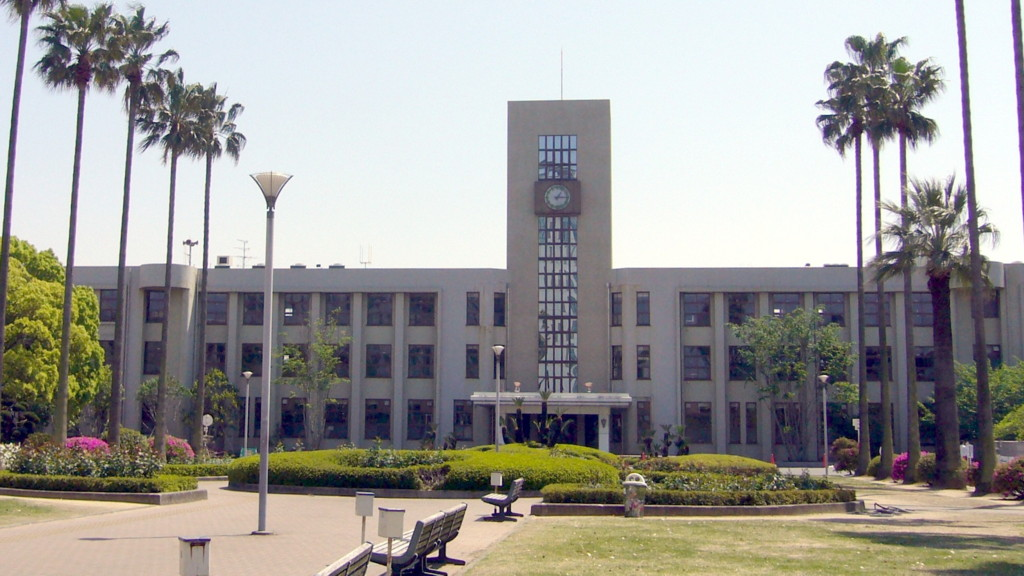
大阪市立大学1号館（旧大阪商科大学本館）
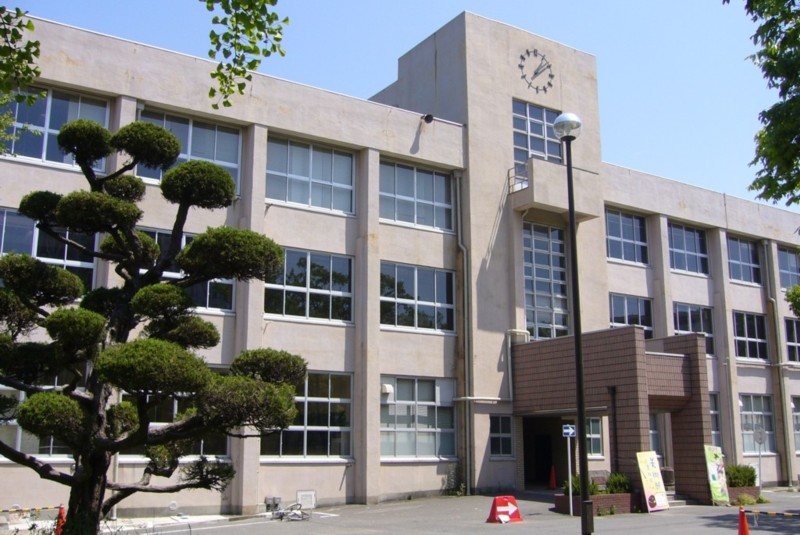
大阪市立大学2号館（旧大阪商科大学予科校舎）
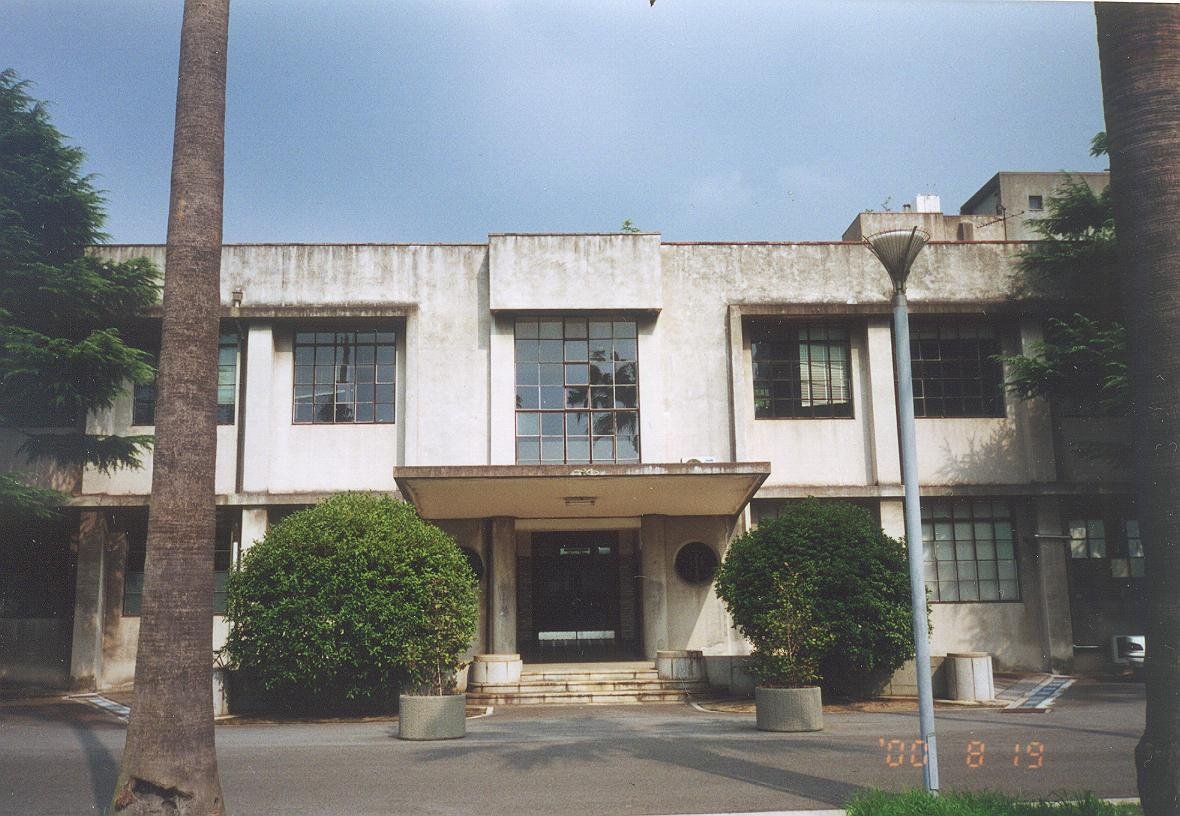
大阪市立大学 旧図書館（改修前、旧大阪商科大学図書館・研究室棟）

## 関連文献
- 蒲田研文社 『東京・神戸・大阪商科大学入学提要』 1938年
- 東京商科大学一橋会 『一橋五十年史』 1925年
- 神戸高等商業学校学友会 『筒台廿五年史：神戸高等商業学校開校廿五周年記念』 筒台史編纂会、1928年
- 大阪商科大学六十年史編纂委員会 『大阪商科大学六十年史』 1944年
- 橘木俊詔 『三商大 東京・大阪・神戸 日本のビジネス教育の源流』 岩波書店、2012年　ISBN 9784000230438